# Гражданская война в Парагвае (1922—1923)

Вступление лоялистов в Асунсьон в 1923 году

Гражданская война в Парагвае (исп. Guerra Civil Parguaya 1922—1923) — одно из вооружённых столкновений между общественно-политическими силами в Парагвае в первой половине XX века.

## Политическая обстановка накануне войны
Республика Парагвай в начале XX века была даже по южноамериканским меркам сравнительно отсталой страной. Основу национального производства составляло сельское хозяйство. Экспорт практически отсутствовал, большую часть его составлял парагвайский чай — мате. Всё это усугублялось последствиями относительно недавней Парагвайской войны (1866—1870) против трёх соседних стран, в которой Парагвай потерял несколько десятков процентов населения.
При этом в стране существовали различные политические силы, в основном выражавшие интересы тех или иных групп крупных землевладельцев и представителей банковско-финансовой элиты. Значительным влиянием пользовались также отдельные представители высшего офицерства вооружённых сил Парагвая. Первые десятилетия XX века, известные в истории Парагвая как Десятилетия Либералов (Liberal Decades), были насыщены напряжённой политической борьбой, переворотами и вооружёнными столкновениями. Например, в период с Августовской революции 1904 года по 1922 год в Парагвае сменилось 15 президентов и 21 правительство. Основная борьба шла между так называемыми радикалес (radicales) и сивикос (сívicos). В эту борьбу неоднократно вмешивались вооружённые силы страны.

## Парагвайская армия и флот
Армия Республики Парагвай в начале 1920-х годов имела в своём составе около 5000 человек. Полков в армии не было, пехота была подразделена на четыре трёхротных батальона и сапёрную роту, кавалерия была сведена в четыре отдельных эскадрона и отдельный жандармский эскадрон. Имелись также две артиллерийские батареи.
Флот состоял из двух речных канонерских лодок и нескольких вооруженных катеров. Военной авиации практически не существовало.
Все воинские части разделялись на четыре зоны и помещались в различных пунктах страны — в Энкарнасьоне, Парагуари, Вильярике и Консепсьоне. Руководил вооружёнными силами военный министр. Высшее офицерство состояло из одного генерала и пятерых полковников. Офицерские кадры готовились в военном училище с пятилетним курсом и гардемаринских классах для офицеров флота, расположенных в столице страны Асунсьоне.
В вооружённых силах были сильны прогерманские настроения: даже армейская форма представляла собой копию германской времён Первой мировой войны. В армии служило большое количество иностранных офицеров, многие из которых были немцами. В то же время многие офицеры из парагвайцев находились в оппозиции к росту влияния германофилов в армии.

## Предпосылки гражданской войны
Президент-радикал Мануэль Гондра (Manuel Gondra) уже терял власть в 1911 году в результате переворота, совершённого командующим вооружёнными силами полковником Альбино Харой (Albino Jara) в интересах сивикос. Через год, за который в стране успело смениться четыре президента (Альбино Хара, Либерато Марсьяль Рохас, Педро Пабло Пенья и Эмилиано Гонсалес Наверо), власть снова перешла к радикалам в лице нового президента Эдуардо Шерера (Eduardo Schaerer), в правительстве которого военным министром стал тот же Мануэль Гондра. Однако вскоре среди радикалес наметился раскол — из них выделились фракции «шереристов» (schaereristas) и «гондристов» (gondristas). Когда в 1920 году на президентских выборах снова победил Мануэль Гондра, шереристы стали активно готовиться к его насильственному смещению.
29 октября 1921 года шерерист военный министр полковник Адольфо Ширифе (Adolfo Chirife) при поддержке расквартированного в столице пехотного батальона вынудил президента Гондру подать в отставку. Однако парламент поддержал гондристов, и вступивший в исполнение обязанностей президента страны вице-президент Феликс Пайва (Félix Paiva) сместил Чирифе с должности и перевёл в отдалённый округ. При этом возник раскол и в армии: большая часть офицеров (в основном — из иностранцев) поддерживали Чирифе, меньшая поддерживала парламент. Новым президентом стал один из видных гондристов — Эусебио Айяла (Eusebio Ayala).
На сторону Чирифе открыто перешли командующие округами полковники Мендоса (Pedro Mendoza) и Брисуэла (Francisco Brizuela), верным правительству остался только новый военный министр полковник Рохас (Rojas) и начальник военного училища полковник Скенони Луго (Manuel Schenoni Lugo). Командующий — генерал Эскобар (Escobar) — в виду происходящих событий удалился в своё имение, сославшись на болезнь.

## Силы сторон
В мае 1922 года Чирифе открыто поднял мятеж и направил поддерживающие его войсковые подразделения занять столицу страны город Асунсьон. Мятежники стали именовать себя конституционалистами (одним из их требований было изменение конституции); объединившиеся вокруг действующего президента, парламента и правительства силы получили название лоялистов. В начале мятежа перевес сил был на стороне конституционалистов: в общем им подчинялись два пехотных батальона, кавалерийский эскадрон, отдельная пехотная рота, две пулемётные роты, две батареи горных орудий — всего около 1700 человек. Однако эти подразделения были рассеяны по всей территории страны, находясь в разных военных округах. Лоялистские подразделения были сконцентрированы в столице: пехотная рота, сапёрная рота, пулемётный взвод, два кавалерийских эскадрона (в том числе — Эскорт Президента), кадеты военного училища — всего около 600 человек. На стороне лоялистов выступил также флот: учебное судно «Адольфо Рикельме» (Adolfo Riquelme), патрульные суда «Триунфо» (El Triunfo) и «Коронель Мартинес» (Coronel Martínez), каждое из которых имело на вооружении 76-мм орудие Виккерса.

## Ход боевых действий
Первое столкновение состоялось 8 июня 1922 года, когда силы мятежников подошли к окраинам Асунсьона. В этих боях лоялисты активно использовали своё превосходство в кавалерии, внезапными атаками рассеивая пехоту противника. Немалую роль в обороне столицы сыграли также добровольческие части (около 1000 человек), инициативу в формировании которых проявил профсоюз портовых рабочих. После успешного отражения нападения на столицу лоялисты стали теснить противника на юго-восток, в направлении городов Ягуарон и Парагуари.
Чирифе, в ожидании подкрепления — пехотного батальона полковника Брисуэлы — от которого его отделяло 500 км, отходил на юг страны, в Парагвайские Кордильеры. На этом этапе лоялисты стали задействовать первые самолёты парагвайской военной авиации: один истребитель SPAD Herbemont S.XX, два разведчика SAML A.3, два истребителя-бомбардировщика Ansaldo SVA 5, и один бомбардировщик Ansaldo SVA 10, которые прибыли вместе с летавшими на них английскими и итальянскими лётчиками. Кроме того, ускоренными темпами формировались новые пехотные, кавалерийские и артиллерийские части.
31 июля 1922 года лоялисты заняли город Вильярика на юго-востоке страны, второй по величине город в Парагвае. В августе этого же года на стороне лоялистов появился бронепоезд с 190-мм морскими пушками, изготовленный в арсенале Асунсьона, а на стороне Чирифе — прибывшая через Аргентину авиация в количестве трёх Ansaldo SVA 5 и одного Ansaldo SVA 10 (два самолёта в октябре 1922 года перелетят в Аргентину, а два оставшихся будут захвачены лоялистами).
В ноябре 1922 войска лоялистов приступили к тяжёлому штурму города Энкарнасьон, расположенного на берегу реки Парана. После потери Энкарнасьона мятежные части были вынуждены отступить в малозаселённые районы северной части страны.
18 мая 1923 года от пневмонии скончался лидер мятежа полковник Чирифе, и новый командир конституционалистов полковник Мендоса, составил план продвижения своих войск в обход крупных населённых пунктов, контролируемых лоялистами, на захват Асунсьона. Этот план удался, и вечером 9 июля 1923 года части лейтенант-полковника Брисуэлы практически без сопротивления вошли в столицу страны. Однако правительство вместе с казной успело заблаговременно покинуть Асунсьон, из города были также вывезены все продовольственные и вещевые припасы. Моральное состояние надеявшихся на богатые трофеи мятежников было подорвано, и ввиду приближающихся крупных сил лоялистов Брисуэла отступил в местечко Вильета, на границе с Аргентиной, где и сложил оружие.

## Итоги войны
В результате гражданской войны 1922—1923 годов экономика Парагвая была значительно подорвана. Однако вместе с тем Парагвай получил более вооружённую и сильную армию. Также в её составе появился новый род войск — военно-воздушные силы.
Боевые действия проявили таланты молодых парагвайских офицеров — будущего командующего армией Парагвая, а впоследствии диктатора Хосе Феликса Эстигаррибия, Франсиско Кабальеро Альвареса (Francisco Caballero Álvarez), Николаса Дельгадо (Nicolás Delgado), Карлоса Фернандеса (Carlos Fernández), Рафаэля Франко (Rafael Franco) — которые получили возможность занять достаточно высокие посты в армии.
Эти факторы в немалой степени способствовали тому, что через 10 лет Парагвай одержал победу над гораздо более сильной Боливией в Чакской войне.

## Русские в Гражданской войне в Парагвае
В 1911 году на стороне мятежников против президента Гондра выступал единственный русский офицер — капитан Комаров. В 1922 году единственный русский офицер в парагвайской армии — капитан Святослав Всеволодович Голубинцев — выступал на стороне правительства, получил прозвище Sacro Diablo, и даже одно время командовал Эскольтой, эскадроном эскорта президента Парагвая.